# 캐터리나 발렌트
캐터리나 발렌트(Caterina Valente, 1931년 1월 14일 ~ 2024년 9월 9일)는 프랑스에서 출생한 영국의 여자 가수 겸 영화배우이다. 프랑스 파리에서 출생하였고, 그녀의 아버지는 이탈리아인이며 어머니는 프랑스인이다. 그녀는 한때 프랑스 시민권 포기 이후 이탈리아 시민권을 취득하였다가 포기하였으며 서독 시민권을 취득하였지만 이후 서독 시민권도 포기하였고 영국 시민권을 취득하여 현재에 이르고 있다. 그녀는 보통적으로 대한민국 국내에서는 샹송 《Till》의 오리지널 원곡 가수로 널리 잘 알려져 있다.